# Jesse James Rides Again
Jesse James Rides Again (1947) es un serial del género western, protagonizado por Clayton Moore.

## Argumento
El forajido Jesse James (Clayton Moore), huye de Misuri, de paso en un pueblo, donde una banda está tratando de asustar a los ganaderos de la zona para que abandonen las tierras y así apoderarse de ellas. Ellos tienen un interés particular en la situación de una mujer joven y bonita, Ann Bolton (Linda Stirling) y su anciano padre, cuyo rancho es atacado regularmente por la banda.

## Elenco
- Clayton Moore como Jesse James.
- Linda Stirling como Ann Bolton.
- Roy Barcroft como Frank Lawton.
- John Compton como Steve Long.
- Tom London como Sam Bolton
- Holly Bane como Tim.
- Edmund Cobb como Wilkie, un granjero.
- Tristram Coffin como James Clark.
- Gene Stutenroth como el sheriff Duffie.
- Fred Graham como un secuaz.
- LeRoy Mason como Mr. Finlay.
- Edward Cassidy como Grant.
- Dave Anderson como Sam.
- Eddie Parker como el capitán Flint.
- Tom Steele como Goff.
- Dale Van Sickel como Brock.
- Richard Alexander	como Clem.
- Emile Avery como un borracho.
- George Bell como un borracho.
- Robert Blair como un tabernero.
- Tom Chatterton como el sheriff Mark Tobin.
- George Chesebro como Gus Simmons.
- Tommy Coats como un borracho.
- Chester Conklin como Roy.
- Victor Cox como un borracho.
- Art Dillard como el ladrón de un banco.
- Bert Dillard como el lanzador de la bomba de humo.
- Watson Downs como un granjero.
- Helen Griffith como una ciudadana.
- Herman Hack como un secuaz.
- Charles King como un secuaz.
- Bert LeBaron como un invasor encapuchado.
- Carey Loftin como un secuaz.
- Emmett Lynn.
- Gary MacGregor como Doyle.
- Ted Mapes como un secuaz.
- Howard M. Mitchell como el tendero.
- Monte Montague como un secuaz.
- Charles Morton como un granjero.
- Tex Palmer como Doty.
- Gil Perkins como un secuaz.
- Pascale Perry como un invasor.
- Lee Phelps como el ladrón de un banco.
- Robert Reardon como Walden.
- Keith Richards como un farsante.
- Loren Riebe como un secuaz.
- Chuck Roberson como Lafe.
- Frosty Royce como un granjero.
- Carl Sepulveda como Mort.
- Lee Shumway como Hammond, el agente del muelle.
- Don Summers como un borracho.
- Duke Taylor como Gil.
- Ken Terrell como un ingeniero de la embarcación fluvial.
- Tex Terry como un farsante.
- Nellie Walker como Rose.
- Blackie Whiteford como un farsante.
- Bud Wolfe como un secuaz e ingeniero de la embarcación fluvial.

## Episodios
1. The Black Raiders (20min)
2. Signal for Action (13min 20s)
3. The Stacked Deck (13min 20s)
4. Concealed Evidence (13min 20s)
5. The Corpse of Jesse James (13min 20s)
6. The Traitor (13min 20s)
7. Talk or Die! (13min 20s)
8. Boomerang (13min 20s)
9. The Captured Raider (13min 20s)
10. The Revealing Torch (13min 20s)
11. The Spy (13min 20s)
12. Black Gold (13min 20s)
13. Deadline at Midnight (13min 20s)